# Prowincja Przylądkowa Zachodnia

Mapa fizyczna prowincji

Prowincja Przylądkowa Zachodnia (afr. Wes-Kaap, ang. Western Cape, xhosa Ntshona-Koloni) – prowincja Południowej Afryki. Utworzona została w 1994. Od zachodu prowincja graniczy z Oceanem Atlantyckim, od południa styka się z Oceanem Indyjskim.

## Ważniejsze miasta
- Atlantis
- Beaufort West
- Caledon
- Clanwilliam
- Franschhoek
- Genadendal
- George
- George Bay
- Hermanus
- Kapsztad
- Knysna
- Mossel Bay
- Oudtshoorn
- Paarl
- Plettenberg Bay
- Somerset West
- Stellenbosch
- Swellendam

## Demografia
49% ludności stanowią Koloredzi, 33% czarni Afrykanie, 16% biali, a 1% Azjaci.
50% ludności posługuje się na co dzień językiem afrikaans, 25% językiem xhosa, a 20% językiem angielskim.

## Podział administracyjny
Prowincja Przylądkowa Zachodnia dzieli się na jeden obszar metropolitalny oraz 5 dystryktów, które z kolei dzielą się na 24 gmin.
| - City of Cape Town - West Coast - Matzikama - Cederberg - Bergrivier - Saldanha Bay - Swartland - Cape Winelands - Witzenberg - Drakenstein - Stellenbosch - Breede Valley - Langeberg - Overberg - Theewaterskloof - Overstrand - Cape Agulhas - Swellendam | - Eden - Kannaland - Hessequa - Mossel Bay - George - Oudtshoorn - Bitou - Knysna - Central Karoo - Laingsburg - Prince Albert - Beaufort West |